# Markižansko otočje
Markižansko otočje (fra. Îles Marquises) je skupina od 15 otoka i otočića u Tihome oceanu, u Francuskoj Polineziji. Najosamljenije je tihooceansko otočje, smješteno 6500 km istočno od Australije i 5500 km jugozapadno od Kalifornije. Domorodačko stanovništvo otočje naziva Te Henua Enana (Zemlja ljudi).
Glavni su otoci Nuku Hiva, Ua Pu, Ua Huka, Hiva Oa i Fatu Hiva.
Markižansko otočje jedno je od pet administrativnih podjela Francuske Polinezije. Glavni grad je naselje Taiohae na otoku Nuku Hiva.

## Povijest
Otočje je otkrio španjolski istraživač Álvaro de Mendaña 1595., nazvavši ga Maquis po svom zaštitniku markizu od Cañete, no nije se na njemu zadržao. Krajem XVIII. st. na otočje dolaze katolički misionari, koji pokrštavaju domorodce i zabranjuju patutiki (tetovaže), pahu (bubnjeve), paepae (mjesta za žrtvovanje ljudi), markižanski jezik, tradicijske plesove i izradu skulptura. Ipak, u drugoj polovini 20. stoljeća misionar Hervé-Marie Le Cleac'h prevodi bogoslužje na markižanski, premienuje biskupiju i vraća zapljenjene umjetnine iz Francuske, radeći na oživljavanju tradicijskoga obrtništva i mjesnih običaja. Smatra se da su tijekom kolonizacije u novomu vijeku male boginje, sifilis i ospice smanjile  stanovništvo za preko 90% posto.